# شهرستان گرند آیل (ورمانت)
شهرستان فرانکلین واقع در ایالت ورمانت است. جمعیت این شهرستان بر اساس سرشماری سال ۲۰۱۰ آمریکا ۶۹۷۰ نفر گزارش شده‌است. مرکز شهرستان فرانکلین، شهر نورث هرو است.این شهرستان در تاریخ ۱۵ ژانویه ۱۷۷۷ بنیانگذاری شده‌است.